# Cesare Cremonini
Cesare Cremonini o Cremonino (en latín: Cæsar Cremoninus o Cæsar Cremonius), (22 de diciembre de 1550, Cento, ahora provincia de Ferrara, - 19 de julio de 1631, Padua) fue un filósofo italiano de la segunda mitad del siglo XVI y de comienzos del siglo XVII.

## Biografía
Considerado uno de los grandes filósofos en su tiempo, estuvo patrocinado por Alfonso II de Este, Duque de Ferrara. En su tiempo, cobraba dos veces el salario de Galileo Galilei, y es recordado como actor del proceso a Galileo, siendo uno de los dos eruditos que se negaron a mirar a través de su telescopio.
Cesare Cremonini enseñó filosofía durante treinta años en las universidades de Ferrara y de Padua. Profesaba las doctrinas de Aristóteles y de Alejandro de Afrodisias. Fue acusado de materialista y de ateo.

## Principales obras
- Explanatio proœmii librorum Aristotelis De physico auditu (1596)[1]
- De formis elementorum (1605)
- De anima (1611)
- Disputatio de cœlo (1613)
- De quinta cœli substantia (1616)
- De calido innato (Apologia dictorum Aristotelis De cálido innato adversus Galenum) - Venice: Deuchiniana (reimpreso en 1634) (1626)
- De origine et principatu membrorum. (Apologia dictorum Aristotelis De origine et Principatu membrorum adversus Galenum) - Venecia: Hieronymum Piutum (1627)
- De semine (Expositio in digressionem Averrhois de semine contra Galenum pro Aristotele)[2] (1634)
- De calido innato et semine (Tractatus de cálido innato, et semine, pro Aristotele adversus Galenum) - Leiden: Elzevir (Lugduni-Batavorum) (1634)
- De sensibus et facultate appetitiva (1634)
- De sensibus et facultate appetitiva (Tractatus tres : primus est de sensibus externis, secundus de sensibus internis, tertius de facultate appetitiva. Opuscula haec revidit Troylus Lancetta auctoris discipulus, et adnotatiotes confecit in margine) also (Tractatus III : de sensibus externis, de sensibus internis, de facultate appetitiva) (ed. Troilo Lancetta, como "Troilus Lancetta" o "Troilo de Lancettis"), Venecia: Guerilios (1644)
- Dialectica (Dialectica, Logica sive dialectica) (ed. Troilo Lancetta, como "Troilus Lancetta" o "Troilo de Lancettis") (a veces "Dialecticum opus posthumum") - Venecia: Guerilios (1663)